# Елепайо кауайський
Елепайо кауайський (Chasiempis sclateri) — вид горобцеподібних птахів родини монархових (Monarchidae). Ендемік Гаваїв. Вид названий на честь британського орнітолога Філіпа Склейтера. До 2010 року вважався конспецифічним з оагуайськими і гавайськими елепайо.

## Опис

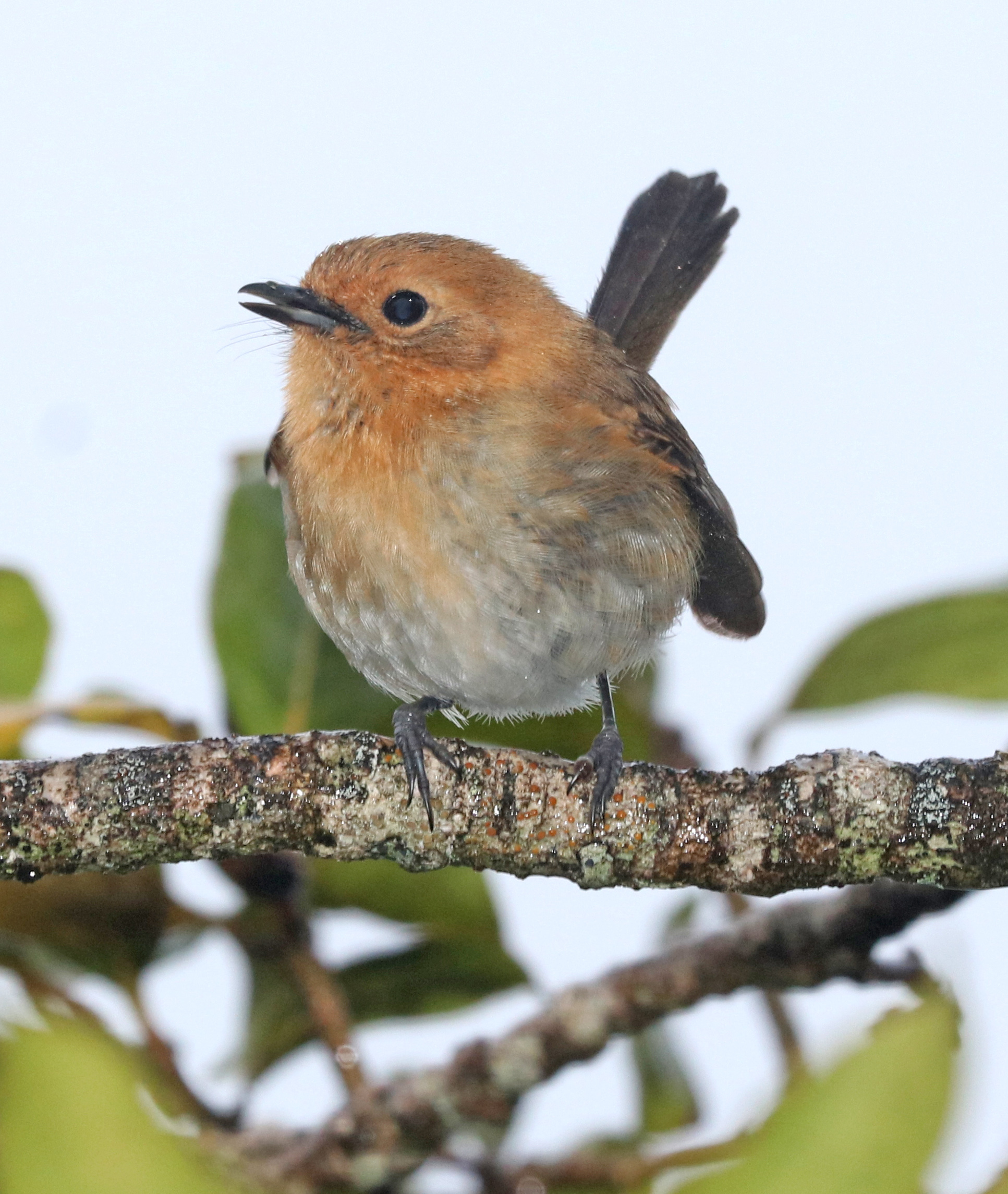
Кауайський елепайо

Довжина птаха становить 14 см. Голова і спина сірі, над очима білі "брови", груди іржасто-руді, решта нижньої частини тіла біла. У молодих птахів верхня частина тіла руда, нижня частина тіла біла.

## Поширення і екологія
Кауайські елепайо є ендеміками острова Кауаї. Вони живуть у вологих і помірно вологих гірських і рівнинних тропічних лісах. Зустрічаються на висоті понад 900 м над рівнем моря. Живляться комахами та іншими дрібними безхребетними.

## Збереження
МСОП класифікує цей вид як вразливий. У 1968–1973 роках популяція цього виду становила приблизно 40 тисяч птахів, однак до 1990-х років вона скоротилася на 50%. Станом на 2012 рік популяція становить приблизно 82437 птахів. Кауайським елепайо загрожує знищення природного середовища, урагани і хижацтво з боку інтродукованих видів тварин.